# آمار چندمتغیره
آمار چندمتغیره زیرشاخه‌ای از آمار است که به تحلیل داده‌هایی می‌پردازد که از مشاهدهٔ چند متغیر تصادفی جمع‌آوری شده‌است. یکی از اهداف آمار چندمتغیره، بررسی وابستگی‌ها بین متغیرهای مشاهده‌شده است. آمار چندمتغیره به بررسی توزیع‌های احتمال چندمتغیره می‌پردازد تا آنهایی که برای مدل‌سازی داده و استنباط آماری مناسب هستند را تشخیص دهد. 
معمولاً رگرسیون خطی چند متغیره حالت خاصی از آمار چند متغیره در نظر گرفته نمی‌شود چون با آمار تک متغیره و توزیع شرطی تک متغیره قابل بررسی است.

## کاربردها
- آزمون فرضیه چندمتغیره
- کاهش ابعاد
- Latent structure discovery
- خوشه‌بندی
- Mتحلیل رگرسیون چندمتغیره
- دسته‌بندی آماری
- انتخاب متغییر
- تحلیل چندبعدی
- مقیاس‌گذاری چندبعدی
- داده‌کاوی